# Gustav Heller (Politiker, 1900)
Gustav Heller (* 18. März 1900 in Karlsruhe; † 8. Juli 1977 ebenda) war ein Karlsruher SPD-Politiker und Widerstandskämpfer gegen den Nationalsozialismus.

## Werdegang
Gustav Heller wurde 1900 in Karlsruhe geboren. Er war gelernter Schlosser und entstammte der Arbeiterklasse.
Nachdem er sich 1919 der SPD angeschlossen hatte vertrat er diese von 1926 bis 1933 im Karlsruher Stadtparlament und war 1933 kurzzeitig Stadtrat. Ab 1932 gehörte er dem Karlsruher SPD-Parteivorstand an. Er war Geschäftsführer der Volkssingakademie Karlsruhe. Er war des Weiteren Gründer und Vorsitzender der „Eisernen Front“ in Karlsruhe und wurde nach der Machtübernahme der NSDAP am 16. März 1933 zusammen mit weiteren Sozialdemokraten in das KZ Kislau in der Nähe von Bruchsal gebracht. Die Überführung wurde als öffentliches Schauspiel inszeniert. Die Verhafteten wurden wieder entlassen, als sie unterschrieben hatten, sich zukünftig nicht mehr politisch zu betätigen. Nach seiner Entlassung nach neun Monaten wurde er unter Polizeiaufsicht gestellt. Ab 1935 arbeitete er bei der Firma Junker & Ruh.
Nach der Befreiung 1945 wurde er Direktor bei Junker & Ruh, von 1946 bis 1971 war er erneut Stadtrat in Karlsruhe. Von 1949 bis 1950 vertrat er darüber hinaus die SPD im Landtag von Württemberg-Baden, von 1952 bis 1953 in der Verfassunggebenden Versammlung des Landes Baden-Württemberg.

## Ehrungen
Am 17. Dezember 1969 wurde Heller die Ehrenbürgerwürde der Stadt Karlsruhe verliehen, 1978 wurde ein Platz in Karlsruhe nach ihm benannt.